# 賞恤金
賞恤金（しょうじゅつきん）とは、公務員が生命の危険を顧みずに職務を遂行し、殉職したり傷害を負ったりした場合で特に功労が認められた時に、その勇敢な行為をたたえ、弔慰または見舞いの意を表するため本人または遺族に支給される金銭のことである。
ここでは日本の制度について述べる。

## 概要
職員のうち、職員の他の一般の職務と比較して、高度な危険が予測され、災害を受ける蓋然性が高い職務に従事する職員が、一身の危険を顧みることなくその職務を遂行し、またはこれらの職務に特有の事故により死亡または障害の状態となった場合に、その勇敢な行為を称え、弔慰または見舞いの意を表するとともに、職員が平素から国のために安じてその職務の遂行に専念し得るようにとの観点から授与される。
その額は地方自治体ごとに条例で定められるが、自衛官の場合は防衛大臣の訓令により定められており、その額はイラク特措法に伴う派遣では最高9000万円であったが、2015年現在は6000万円が最高額である。
自衛隊南スーダン派遣では6000万円から最高額の9000万円に引き上げられた。
最低額は490万円。
賞恤金は、相続税・所得税の課税対象とはされない。
死亡時に支払われた記録はあるが、怪我をして障害が残った自衛官にはほとんど支払われていない。

## 殉職者特別賞恤金
生命の危険が予想される地域に出動して死亡したと認められた警察官には、「殉職者特別賞恤金」が国から支給される。この制度は成田空港予定地の代執行中に過激派の襲撃を受けて3人の警察官が殉職した東峰十字路事件をきっかけに制定されたもので、「危害を受けた結果」として死亡した殉職者を対象としていたが、東日本大震災を契機に災害での殉職者も対象になった。